# Paradactylactis
Genre
Paradactylactis est un genre de cnidaires anthozoaires de la famille des Cerianthidae.

## Liste des espèces
Selon World Register of Marine Species (9 janvier 2023) :
- Paradactylactis cerfensis (Bamford, 1912)

## Systématique
Le nom valide complet (avec auteur) de ce taxon est Paradactylactis Carlgren, 1924.